# جواد الشكرجي
جواد الشكرجي ممثل وفنان عراقي ولد في بغداد عام 1951. تخرج من معهد الفنون الجميلة في بغداد عام 1978 وله الكثير من الأعمال الفنية داخل وخارج العراق.

## حياته
وُلد جواد الشكرجي في بغداد عام 1951، ونشأ فيها مع عائلته. تخرَّج من معهد الفنون الجميلة في بغداد عام 1978، وبدأ حياته المهنية حينها على خشبة المسرح. في حياته الشخصية تزوَّج الشكرجي من الفنانة غزوة الخالدي، وأنجبت له ابنًا اسمه حيدر؛ وفي عام 1989 انفصلا واستقرَّ ابنُه مع والدته في الولايات المتحدة. وبحسب ما ذكر في مصادر فنية موثوقة، فإن جلّ خبراته وحياته المبكرة تشكّلت داخل العراق بالرغم من فترات الغربة اللاحقة.

## الحياة الفنية
أولى خطوات الشكرجي الفنية كانت في المسرح، حيث شارك في أواخر عقد السبعينيات في مسرحية «الغضب» من إخراج أديب القريجي. ثم قام بأدوار بارزة في مسرحيات محلية أخرى مثل «ألف رحلة ورحلة» و«لو» و«حكايات العطش والأرض والإنسان»، وقد حصد عن مسرحية «لو» جائزة أفضل ممثل في مهرجان القاهرة الدولي للمسرح التجريبي عام 1989. ولِمّا بدأ ينال شهرةً واسعة في المسرح، انتقل للعمل في السينما والتلفزيون. مثل في أفلام عراقية مهمة مثل «العاشق» (1985) و«الأيام الطويلة»، اللتين تناولتا فترات تاريخية مهمة. بالإضافة إلى التمثيل، عمل الشكرجي مؤدي أصوات ومقدِّم برامج؛ وهو حاليًا يقدم برنامج المنوعات التلفزيوني «عائلتي تربح» على قناة MBC العراق، وحظي البرنامج بإعجاب الجمهور.

## أهم الأدوار
لعب جواد الشكرجي أدواراً بارزة في مسرحياتهِ وأعمالهِ السينمائية والتلفازية. مثل تجسيده شخصية عمرو بن هشام «أبو جهل» في المسلسل التاريخي «عمر» (إنتاج عام 2012) ونال إشادة واسعة، حيث أبدى كثير من المشاهدين إعجابهم بقوّة أدائه وبيانهِ في هذا الدور. وقد شارك أيضاً في مسلسل «خالد بن الوليد» عام 2007 في دور سيد المحاربين، وأدى دور عوف في المسلسل التاريخي «الحجاج» عام 2003. وعلى الشاشة الفضية، برز الشكرجي في أفلام عراقية عدة، من أهمها «الأيام الطويلة» (1980) و«العاشق» (1985). وهما من الأفلام التي تناولت حقبًا حسّاسة من تاريخ العراق.

## أعماله الفنية

### مسلسلات
| اسم العمل            | سنة الإنتاج |
| -------------------- | ----------- |
| ليلة السقوط          | 2023        |
| وطن                  | 2022        |
| باكو بغداد           | 2019        |
| سماء صغيرة           | 2018        |
| خيبر                 | 2013        |
| عمر                  | 2012        |
| دليلة والزيبق ج1 وج2 | 2011        |
| رايات الحق           | 2010        |
| السيدة               | 2010        |
| إخوان مريم           | 2010        |
| ذاكرة الجسد          | 2010        |
| هدوء نسبي            | 2009        |
| إعلان حالة حب        | 2009        |
| صدق وعده             | 2009        |
| حب في الهايد بارك    | 2008        |
| أبو حقي              | 2008        |
| خالد بن الوليد       | 2007        |
| عنترة                | 2007        |
| أسد الجزيرة          | 2006        |
| سارة خاتون           | 2006        |
| الحجاج               | 2003        |
| عمر الخيام           | 2002        |
| ذئاب الليل ج1        | 1990        |
| الأماني الضالة       | 1989        |
| سنان (رسوم متحركة)   | 1975        |

### أفلام
| اسم الفيلم               | سنة الإنتاج |
| ------------------------ | ----------- |
| الأيام الطويلة           | 1980        |
| العاشق                   | 1985        |
| الحب كان السبب           | 1986        |
| حب في بغداد              | 1987        |
| مكان في الغد             | 1991        |
| طعم الليمون              | 2011        |
| يوم الحشر (إنتاج إيراني) | 2013        |

## الجوائز والتكريمات
- العراق : تكريم من قناة mbc في برنامج النهر الثالث وتم منحة جائزة كهرمانة 2019
- الأردن : تكريم من مهرجان الأردن للإعلام بدورته الرابعة 2021[6]
- العراق : تكريم من مركز اليرموك للدراسات والتخطيط الاستراتيجي لمسيرته الفنية الطويلة وتم منحة لقب فنان الشعب 2022

## مواقفه وآراؤه السياسية
عبّر جواد الشكرجي عن مواقف وطنية عدة علنًا. فقد وصف الجيش العراقي بأنّه «تاج الشعب العراقي ومصدر فخره وقوته»، مؤكّدًا أنه «قبل كل شيء جندي عراقي». كما تحدّث عن تجربته الحزبية قائلاً إنه انخرط في العمل الحزبي ثم تركه بعدما أدرك «بشكل لا رجعة فيه أن الفن أعظم من السياسة، وأن السياسة مزّقت وطننا». وفي شأن الأقليات العراقية، أعرب عن تقديره للأكراد، وقال إنه «يحب الكورد… (فهم) أصدقاؤه منذ زمن طويل… ولذلك فإن الفنانين الكورد ستكون لهم حظوظ كبيرة في الإنتاج المحلي والعربي والدولي».